# 대신항 (영광군)
대신항(大新港)은 전라남도 영광군 백수읍 대신리에 있는 어항이다. 어촌정주어항으로 지정하여 관리하고 있다. 어항관리청은 영광군수이다.

## 연혁
2010년 7월 22일 영광군에서 어촌정주어항으로 지정 고시하였다.

## 어항구역
본 항의 어항구역은 다음과 같다.
- 수역: ① 방파제 기점에서 W측으로 약 85m 이동한 암반노출 지점 (X:145,584.44, Y:207,883.01)에서 시작하여 ② 정N측으로 72m 이동한 지점(X:145,584.44, Y:207,955.10) ③ 이지점에서 정E측으로 480m 이동한 지점 (X:146,064.70, Y:207,955.09)과 이지점에서 ④ 정S측으로 약 492m 이동한 후 해안선과 접속한 지점 (X:146,064.70, Y:207,462.85)을 순차적으로 연결한 선내 수역
- 육역: 영광군 백수읍 대신리 일원(28,600m2)